# Pont au Double
El pont au Double (lit., 'puente al Doble') es un puente parisino que cruza el río Sena y une el IV Distrito con el V Distrito. Es uno de los cinco puentes de la ciudad que une la margen izquierda con la Isla de la Cité.
En 1999, quedó incluido dentro de la delimitación del ámbito de Riberas del Sena en París, bien declarado patrimonio de la Humanidad por la Unesco.

## Historia

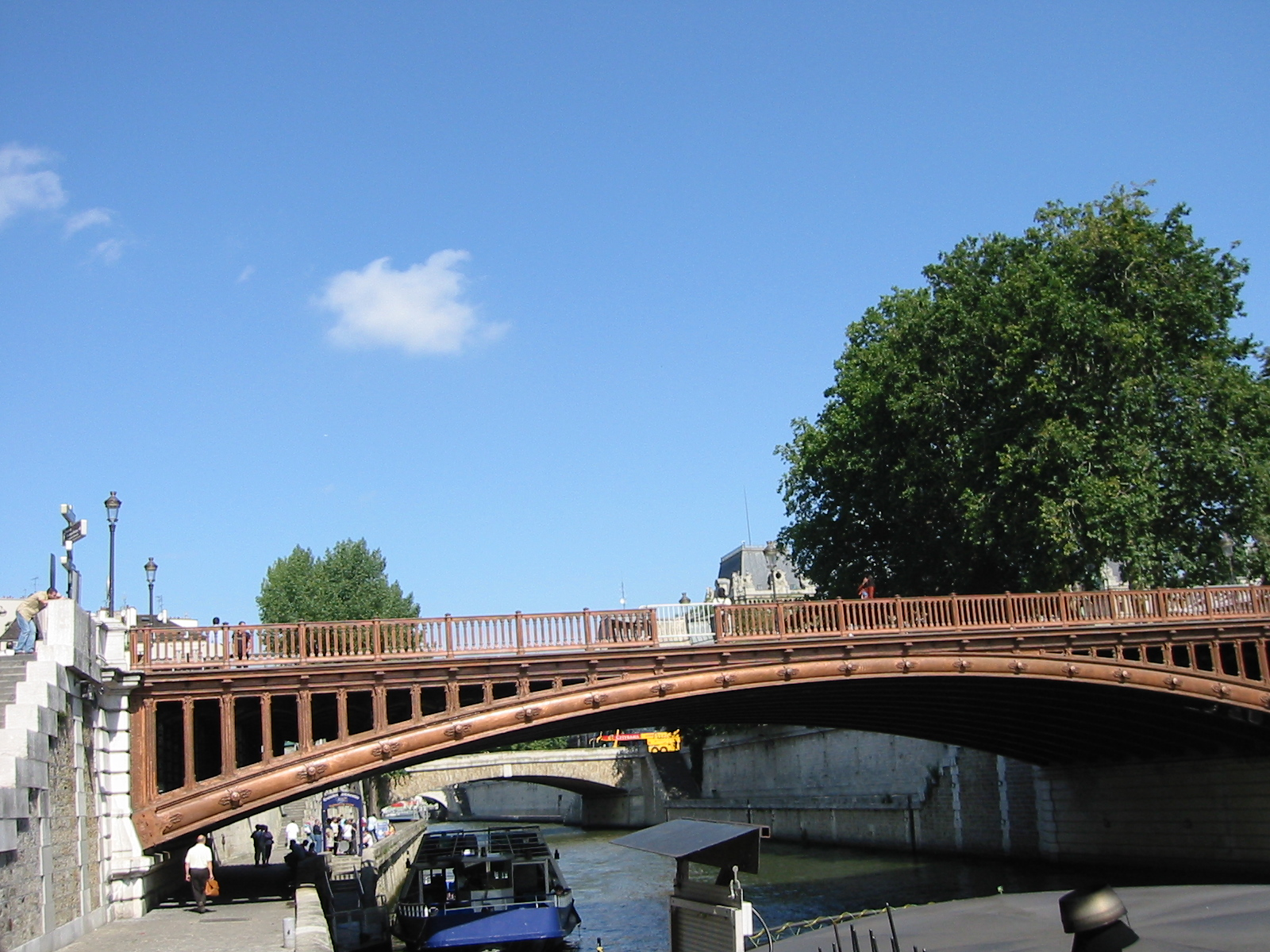
Detalle del puente

El puente fue solicitado en 1515 por los propietarios del vecino hospital Hôtel-Dieu. Más que como obra de comunicación su solicitud inicial pretendía resolver problemas de alojamiento aprovechando la costumbre de la época de construir casas sobre los puentes. Hay que esperar sin embargo hasta 1634 para que la construcción se realice dando lugar a un puente de tres arcos que soportaba un edificio de dos plantas. Rápidamente el puente empezó a ser usado por los parisinos para evitar el saturado Petit-Pont. Esto llevó a los propietarios del puente a fijar un peaje para su uso que se fijó en un doble denario. Este hecho fue el que daría al puente su nombre. Al no estar pensado para soportar un intenso tráfico en 1709 sufrió graves daños en su estructura que terminaron con su hundimiento. Reconstruido con rapidez fue demolido de nuevo en 1847, esta vez para facilitar el tráfico fluvial.
En 1883 se construyó la versión actual sustituyendo los tres arcos por uno solo. El peaje por su uso fue suprimido.

## Descripción
El puente mide 45 metros de largo y 20 metro de ancho. Es de hierro fundido desde su última reconstrucción en 1883 sorteando el río con un único arco. En el aspecto decorativo, y a diferencia de la mayoría de los puentes que se encuentran en París, es bastante discreto. Siendo su color el elemento más característico.